# Justin Morneau
Justin Ernest George Morneau (nascido em 15 de maio de 1981) é um ex-jogador profissional de beisebol, que atuou como rebatedor designado. Jogou na Major League Baseball (MLB) pelo Pittsburgh Pirates, Minnesota Twins,  Colorado Rockies e  Chicago White Sox. Morneau foi escolhido no draft de 1999 como catcher pelo Twins. Foi colocado como primeira base nas ligas menores de beisebol e fez sua estreia profissional em 2003.